# Reki Kawahara
Reki Kawahara (川原 礫?, Kawahara Reki; Takasaki, 17 agosto 1974) è uno scrittore giapponese di light novel e manga.

Firma di Reki Kawahara

È noto soprattutto per le sue opere Sword Art Online e Accel World, entrambe adattate in serie televisive anime.
Sotto lo pseudonimo di Fumio Kunori (九里史生?, Kunori Fumio) ha iniziato a pubblicare sul web la serie Sword Art Online nel 2002.
Presentò nello stesso anno al Premio Dengeki Novel della ASCII Media Works il primo volume della serie Accel World, grazie al quale vinse il premio letterario Grand Prize. Il volume venne poi pubblicato dalla ASCII Media Works il 10 febbraio 2009 sotto l'etichetta Dengeki Bunko. Dopo aver acquisito fama grazie alla competizione della Dengeki, Kawahara ha iniziato a ripubblicare Sword Art Online in versione cartacea.

## Opere

### Light novel
- Accel World (2009-in corso)
- Sword Art Online (2009-in corso)
- Sword Art Online: Progressive (2012-in corso)
- The Isolator (2014-in corso)
- Sword Art Online Alternative: Gun Gale Online (2014-in corso), supervisione
- Demons' Crest (2022-in corso)

### Film d'animazione
- Accel World: Infinite Burst (2016), sceneggiatura
- Sword Art Online - The Movie: Ordinal Scale (2017), sceneggiatura